# Antonín Viktor Barvitius
Antonín Viktor Barvitius (14. července 1823 Praha-Malá Strana – 20. července 1901 Praha) byl český architekt a návrhář užitého umění, představitel zralého historismu, zejména novorenesance. Jeho mladším bratrem byl malíř Viktor Barvitius.

## Život

### Původ a vzdělání
Pocházel z rodiny pokladníka hrabat Buquoyů Andrease Barvitia (1782—??) a jeho manželky Barbary, rozené Eggerové (1805—??). Byl nejstarší z devíti dětí, malíř Viktor Barvitius (1834—1902) byl nejmladším z nich.
Roku 1840 se přihlásil na pražskou univerzitu ke studiu filosofie a práv. Roku 1843 však vstoupil na malířskou akademii v Praze do ateliéru monumentální malby Christiana Rubena, odkud po roce 1844 přestoupil ke studiu architektury k Eduardu van der Nüllovi, Augustu Sicardsburgovi a Karlu Roesnerovi na Akademii výtvarných umění ve Vídni (Akademie der bildenden Künste).
Po několika letech práce ve Vídni roku 1854 odjel na stipendijní pobyt do Říma, kde se věnoval restaurování renesančních památek. Jeho nejvýznamnější zakázkou byla obnova rakouské rezidence Palazzo di Venezia. V rezidenci bydleli rakouští stipendisté a Barvitius se zde seznámil s Václavem Levým.
Barvitius patřil k prvním moderně myslícím konzervátorům památek. Své projekty představil na Světové výstavě 1867, později pak na stránkách časopisu Method, jenž byl založen v roce 1875 a věnoval se sakrálnímu výtvarnému umění.
Po návratu do Prahy v roce 1867 spolupracoval nějaký čas i se svým švagrem Vojtěchem Ignácem Ullmannem (projekt Nádraží císaře Františka Josefa I., 1871). Barvitius s Ullmannem přinesli do Prahy vídeňský architektonický styl zvaný Rundbogenstil. Tento „úřednický“ sloh se hojně užíval pro stavbu škol, soudů, kasáren apod., ale nehodil se pro budovy reprezentační.

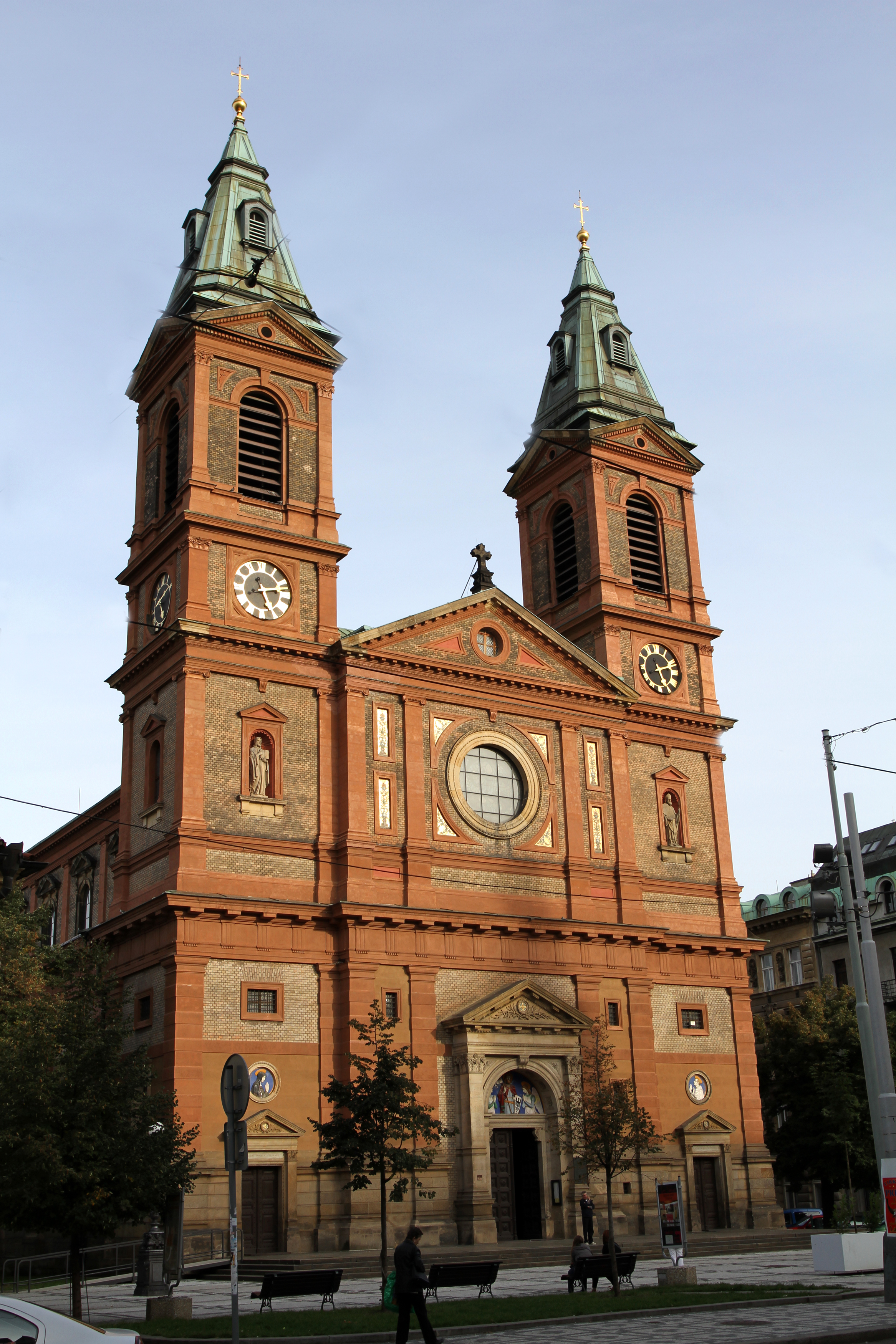
Kostel sv. Václava na pražském Smíchově

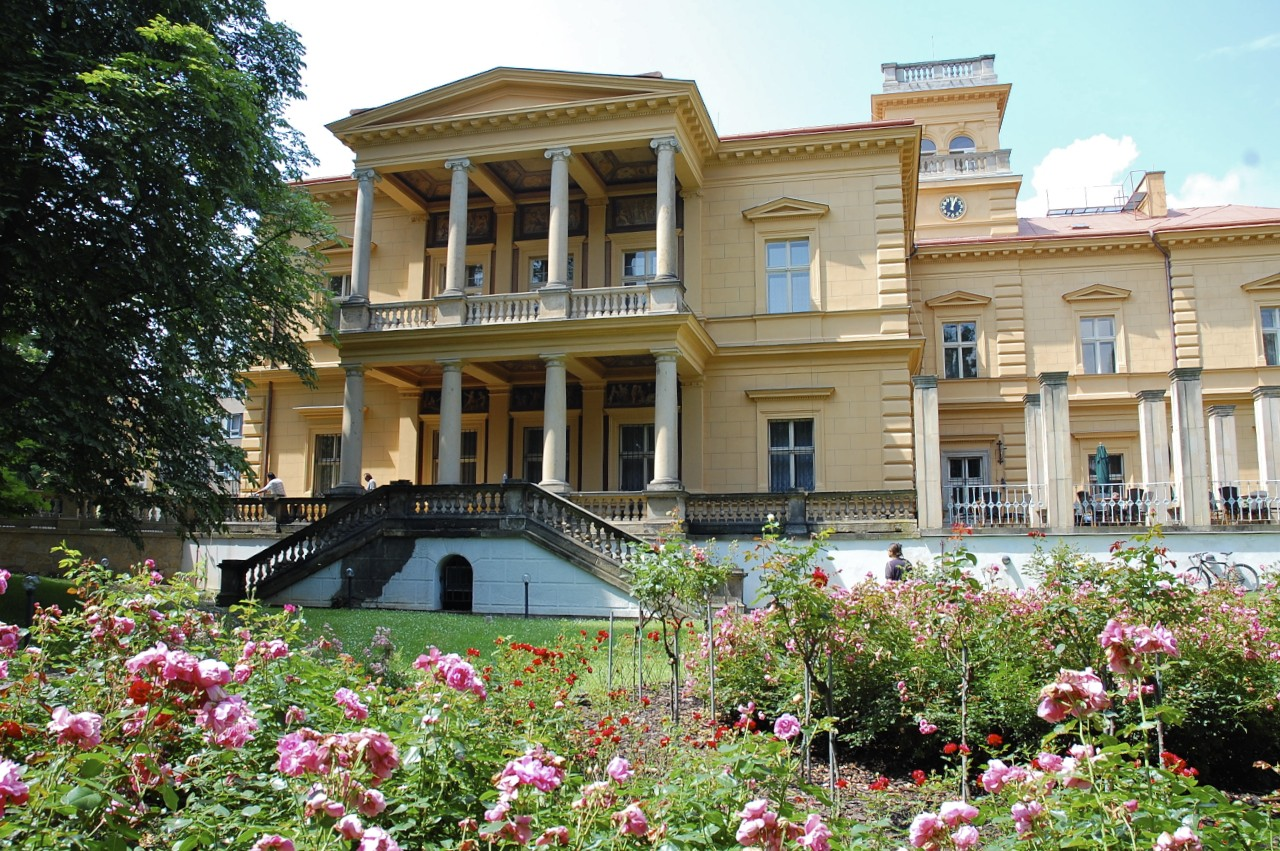
Lannova vila

Antonín Barvitius později úspěšně pracoval pro Křesťanskou akademii – výtvarný odbor. Pro akademii vytvořil nespočet (stovky) návrhů zlatnických prací liturgických nádob, převážně monstrancí, ale i knižních vazeb apod. V Uměleckoprůmyslovém museu v Praze se nacházejí některé jeho realizované návrhy, např. stříbrná monstrance zhotovená kolem roku 1880. Další realizace se nacházejí v inventářích různých kostelů.
Byl i předsedou výtvarného odboru Jednoty pro dostavbu katedrály sv. Víta, kam rovněž navrhoval liturgické nádobí, náčiní a chrámové vybavení, konzervátorem Ústřední památkové komise ve Vídni a členem České akademie věd a umění. Byl činný také jako archeolog a roku 1882 ho jako znalce křesťanské archeologie papež Lev XIII. vyznamenal rytířským řádem sv. Řehoře.

## Rodina a úmrtí
Roku 1869 se přestěhoval do Prahy a později se oženil s Františkou, vdovou Rohlenovou (* 1869). Jejich manželství zůstalo bezdětné. Je pohřben na Olšanských hřbitovech, v hrobce Rohlenovy rodiny s dekorací podle vlastního návrhu. 
V roce 2023 mu byla věnována výstava v Národním technickém muzeu u příležitosti dvoustého výročí od jeho narození.

## Pozůstalost
Jeho umělecká pozůstalost je bohatá:
- grafické návrhy pro Křesťanskou akademii a fotografické album jejích realizací jsou v pražském Uměleckoprůmyslovém muzeu
- architektonické projekty v Národním technickém muzeu v Praze
- kazeta se čtyřmi sádrovými odlitky pečetí a dekoru v Národním muzeu - Historickém muzeu v Praze

## Výběr z díla
- Trebitschův dům ve Vídni, (1851–52)
- Vila stavitele Moritze Gröbeho v Praze na Král. Vinohradech (1870–1874), (spolu s arch. Josefem Schulzem)
- Nádraží císaře Františka Josefa I. v Praze (1869), zbořeno 1904
- Vila Vojtěcha Lanny mladšího v Praze – Bubenči (1868), anonymní projekt pravděpodobně v interiéru dokončený se švagrem Ignácem Ullmannem a s malbami bratra Viktora Barvitia,
- Lippmannova vila v Praze – Bubenči, (1869), Pelléova ulice, zbořena 1970
- Novorenesanční fasáda konventu voršilek čp. 136/II v Praze na Národní třídě
- Novorenesanční kostel sv. Martina, Nížebohy u Litoměřic (1877–79),
- Hrobka rodiny Rohlenů, Olšanské hřbitovy
- Novorenesanční kostel svatého Václava na Smíchově v Praze a jeho vnitřní vybavení, budova fary
- Návrh podstavce k pomníku Josefa Jungmanna (k soše Ludvíka Šimka) na Jungmannově náměstí v Praze
- Novorománský kostel sv. Anny v Olešné u Tachova (1884–86), v havarijním stavu
- Hřbitov Malvazinky s kostelem sv. Filipa a Jakuba v Praze Košířích
- Hrobka rodin Lannovy a Schebkovy v Praze na Olšanských hřbitovech